# Онуса

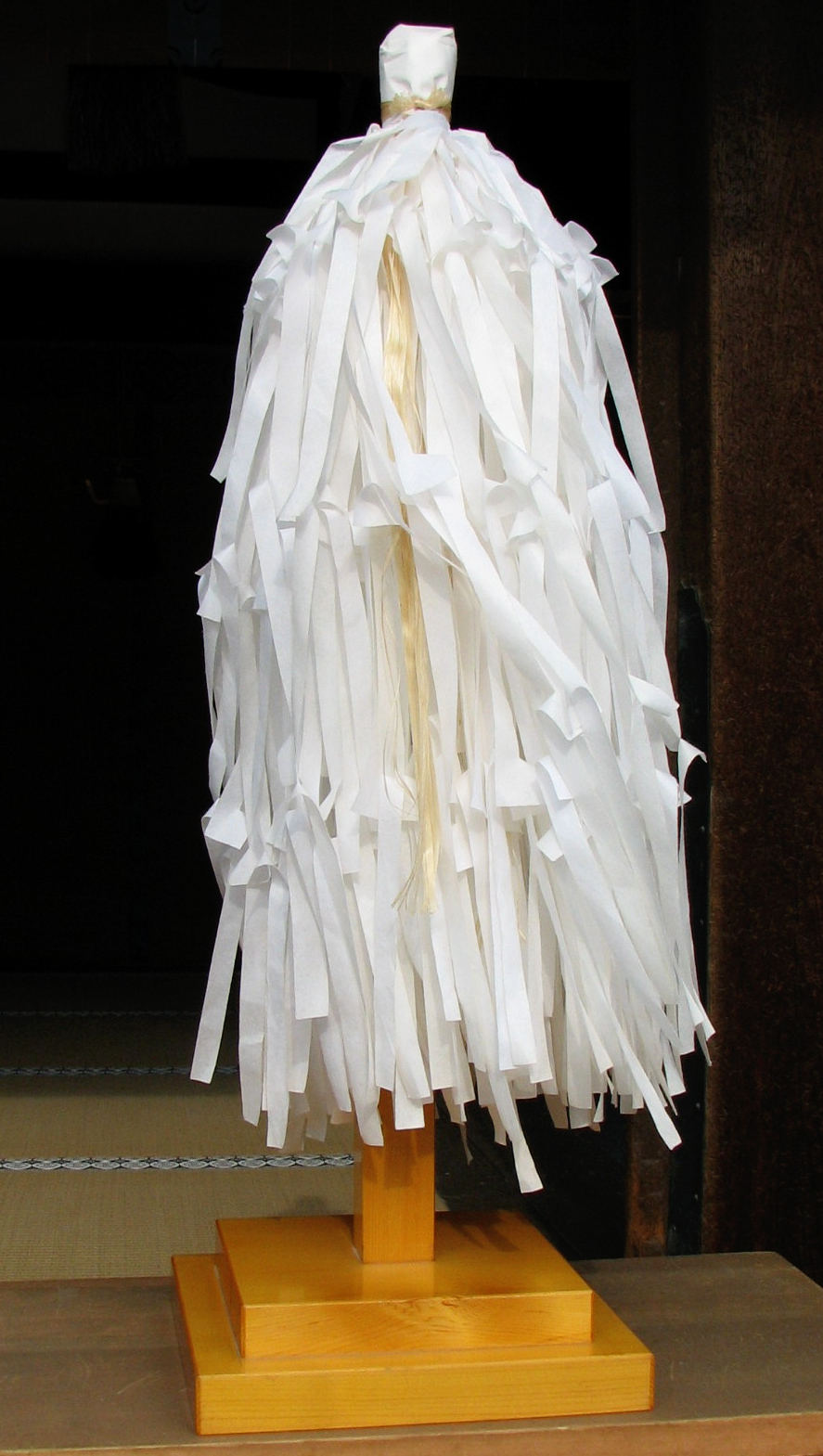
Онуса

Онуса (яп. 大幣 о:нуса) или нуса (яп. 幣 нуса) — деревянный жезл, используемый в ритуалах синто и украшенный множеством бумажных лент сидэ. В случае, если сидэ закреплены на шестиугольном или восьмиугольном жезле, он также может именоваться хараэгуси (яп. 祓串). Во время очищающих ритуалов этим жезлом производятся взмахи влево и вправо.